# Henryk Miron
Henryk Miron (ur. 18 września 1956 w Krynkach, zm. 3 czerwca 2015) – polski duchowny katolicki, Kapelan Jego Świątobliwości, kanonik gremialnym Kolegiackiej Kapituły Sokólskiej, dziekan dekanatu monieckiego. Honorowy obywatel Moniek.

## Biografia
Uczęszczał do Szkoły Podstawowej w Krynkach. Po ukończeniu szkoły średniej rozpoczął naukę w seminarium duchownym w  Białymstoku. Święcenia kapłańskie przyjął 13 czerwca 1982 r. z rąk bp Edwarda Kisiela. 
Jako wikariusz pracował w parafiach: w Suchowoli, Sokółce, Krypnie, Matki Kościoła w Białymstoku i MB Częstochowskiej w Mońkach. 
W 1997 dekretem biskupim Stanisława Szymeckiego mianowany został proboszczem nowo powołanej parafii pw. św. Brata Alberta Chmielowskiego w Mońkach. 
Od 1997 wraz z parafianami rozpoczął budowę nowej plebanii a następnie 
świątyni. Z Jego inicjatywy w Mońkach powstała Młodzieżowa Orkiestra Dęta.
W roku 2006 ks. Henryk Miron otrzymał godność kapelana honorowego Jego Świątobliwości, a w roku 2009 został kanonikiem gremialnym Kolegiackiej Kapituły Najświętszego Sakramentu w Sokółce. Przez wiele lat pełnił funkcję wicedziekana, a od 2014 dziekana Dekanatu Mońki.
Zmarł 3 czerwca 2015 po długiej i ciężkiej chorobie. Został pochowany na placu przykościelnym obok kościoła, którego był budowniczym. Mszę świętą koncelebrował metropolita białostocki abp Edward Ozorowski w asyście bp Henryka Ciereszki. W mszy pogrzebowej uczestniczyło ponad 90 księży i liczna rzesza wiernych z obu parafii monieckich. 
Na wniosek Józefa Mozolewskiego przewodniczącego Regionu Podlaskiego NSZZ „Solidarność” i monieckiego Oddziału Zarządu, Rada miasta Moniek na uroczystej sesji w dniu 12 czerwca 2016 Uchwałą nr XX/147/16 nadała pośmiertnie ks. Henrykowi Mironowi tytuł „Honorowego obywatela Moniek”.